# Чиво
Чѝво (на италиански: Civo, на западноломбардски: Scìv, Шив) е село и община в Северна Италия, провинция Сондрио, регион Ломбардия. Разположено е на 719 m надморска височина. Населението на общината е 1091 души (към 2010 г.).
 Административен център на общината е село Сероне (Serone).